# フィンシュハーフェン
フィンシュハーフェン（Finschhafen）は、パプアニューギニアのモマセ地方のモロベ州北東部の沿岸の都市。
フォン半島の先端に位置する。
2011年の人口は2905人。

## 人口
- 2000年7月9日：1224人
- 2011年7月10日：2905人

## 歴史
港は1884年にドイツ人オットー・フィンシュによって発見された。1885年、ニューギニアのドイツ植民者がこの地に町を作り、発見者に因んで命名した（フィンシュハーフェンのハーフェン（hafen）とは「港」（harbor）の意味）。ルター派の宣教師が、最初に町に定住した。マラリアが町にとって厄介なものであった。1891年の流行で入植者は短期間町を離れ、1901年に再び町を去った。
第二次世界大戦中、フィンシュハーフェンでは日本軍とオーストラリア軍、アメリカ軍との間で戦闘が行われた。日本軍は1942年3月10日に町を占領した。1943年10月、町の近くにオーストラリア軍が上陸し町を占領した。